# Soldàtske (Crimea)
|  | Per a altres significats, vegeu «Soldàtskoie». |

Soldàtske (en (ucraïnès): Солдатське, en rus: Солдатское, Soldàtskoie) és un poble de la República Autònoma de Crimea, a Ucraïna, que el 2014 tenia 73 habitants. Pertany al districte rural de Saki.